# Лісове (Богодухівський район)
Лі́сове (до 2024 року — Перву́хинка )  село в Україні, у Богодухівській міській громаді Богодухівського району Харківської області України.

## Географія
Село Лісове лежить за 2 км від селища Гути, на краю великого лісового масиву (дуб, сосна). Неподалік від села росте Гутянський дуб-велетень.

## Історія
У 1919 р. Тік перейменовано на честь Первухіна К. Г. ‒ особи, пов'язаної зі встановленням радянської влади та діяльністю комуністичної партії на Богодухівщині.
12 червня 2020 року, відповідно до розпорядження Кабінету Міністрів України № 725-р «Про визначення адміністративних центрів та затвердження територій територіальних громад Харківської області», село увійшло до Богодухівської міської громади.
19 липня 2020 року, внаслідок адміністративно-територіальної реформи та ліквідації Богодухівського району (1923—2020), село увійшло до складу новоутвореного Богодухівського району Харківської області.
19 вересня 2024 року Верховна Рада підтримала перейменування села Первомайське на Лісове. 26 вересня 2024 року перейменування набуло чинності.

## Замок цукрового короля Кенінга
У селі Лісове цю будівлю називають «замком». Втім, точних відомостей про час побудови й перших власників цієї споруди немає, але вже на картах 30-х років місце садиби позначено як дитячий будинок. У цьому статусі замок існував аж до розвалу СРСР.
Серед місцевого населення поширена точка зору, що замок належав «цукровому королю» Кенігу — адже зовсім поруч, у селищі Гути був один з його цукрових заводів, а на 10—15 верст південніше — чудова садиба у селищі Шарівка. Але навіщо цукровому королю, який володів будинками й маєтками в Петербурзі та віллою в Бонні, непоказний за королівськими мірками замок у Лісовому? Поки відповіді на це питання немає.
За іншою версією, в цій споруді в ті часи була селекційна станція німецьких цукроварників, у якій фахівці намагалися вивести продуктивні сорти цукрових буряків.

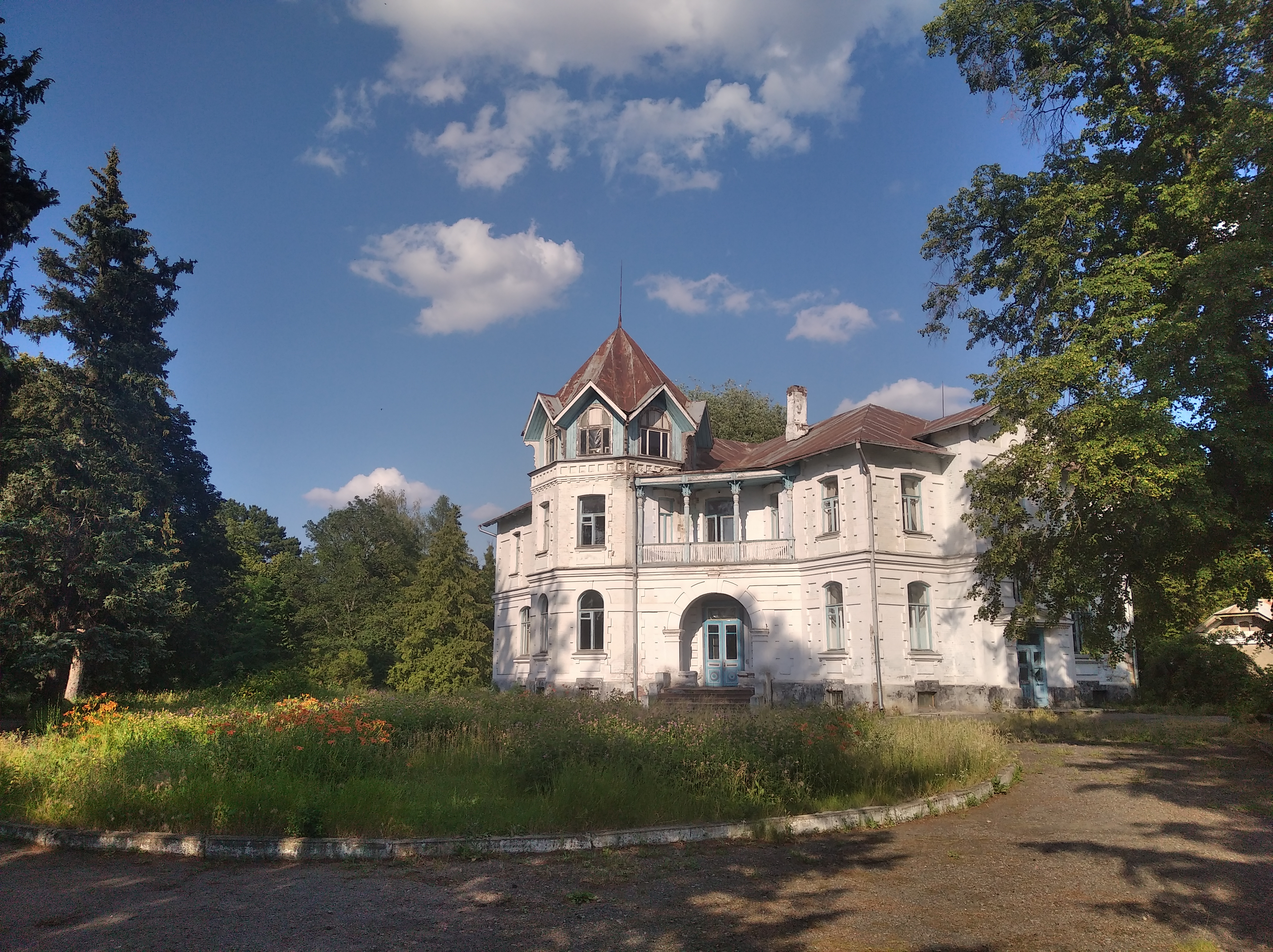
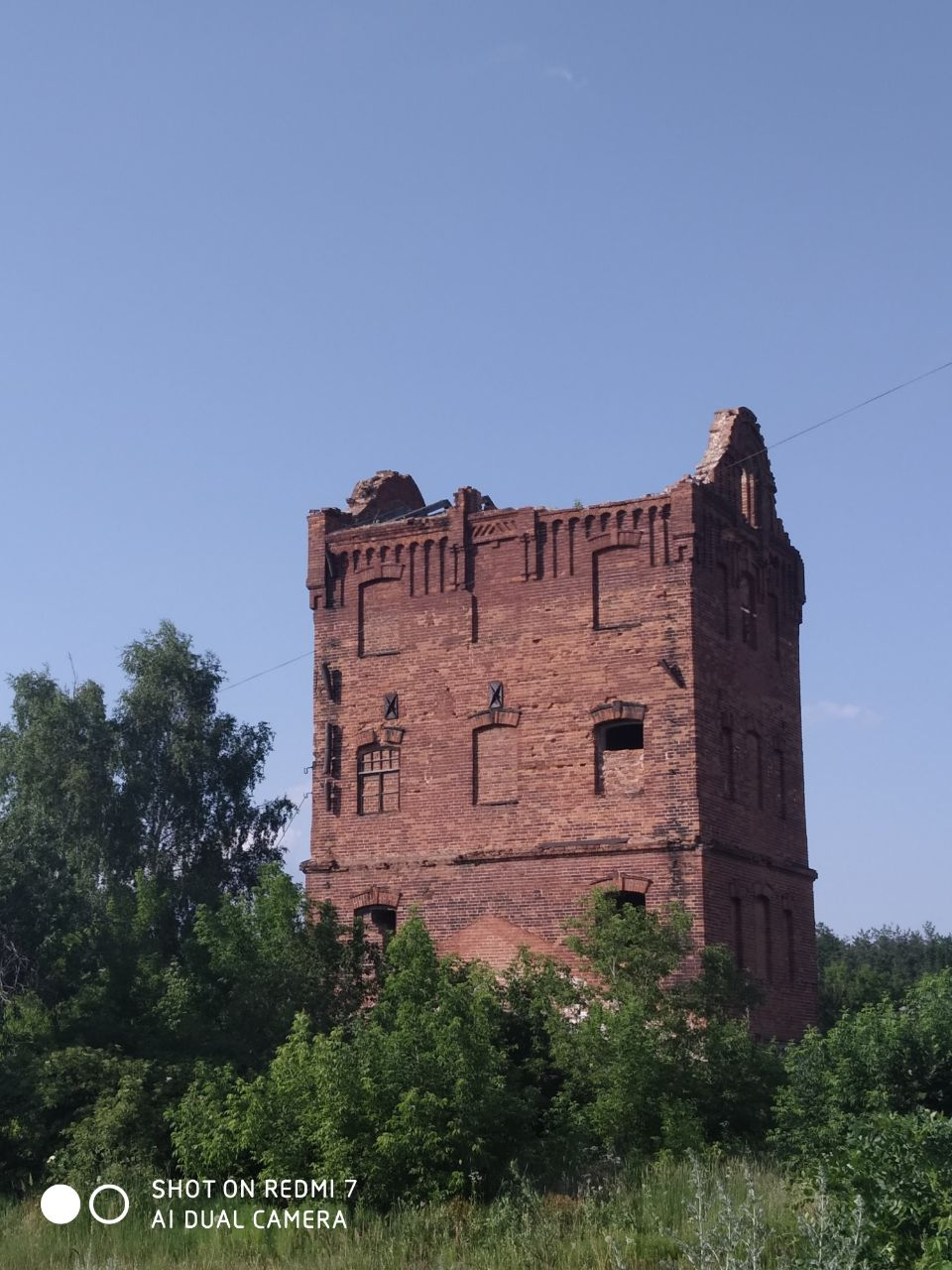

## Відомі люди
- Кучкін Олексій Вікторович (1995—2020) — старший солдат Збройних сил України, учасник російсько-української війни.